# Ручни топ из Хејлунгђанга
Ручни топ из Хејлунгђанга (енгл. Heilongjiang hand cannon), кинески ручни топ, вероватно изливен крајем 13. века. Један од најстаријих сачуваних топова на свету.

## Историја
Ово оружје откривено је 1970. године у провинцији Хејлунгђанг, на североистоку Кине. Историчари верују, на основу посредних доказа, да је направљен око 1288. Пажљива анализа убедљиво тврди да га је вероватно користила војска династије Јуан да угуши побуну монголског принца по имену Најан (乃顏, умро 1287). Као и Ксанаду топ, мали је и лаган, масе три и по килограма, дужине тридесет четири центиметра, калибра приближно два и по центиметра.